# Biskupi gnieźnieńscy
Biskupi gnieźnieńscy – biskupi diecezjalni (jednocześnie arcybiskupi metropolici) i biskupi pomocniczy archidiecezji gnieźnieńskiej. Arcybiskupom metropolitom gnieźnieńskim przysługuje tytuł prymasa Polski (od 1417). Mają także prawo używania purpurowych szat nawet jeśli nie są kardynałami.

## Biskupi

### Biskupi diecezjalni
| Lata urzędowania | Biskup | Biskup                         | Uwagi |
| ---------------- | ------ | ------------------------------ | --- |
| 1000–?           |        | Radzim Gaudenty                | błogosławiony Kościoła katolickiego                                                                                                |
| przed 1025?–1027 |        | Hipolit                        | |
| 1027–1028        |        | Bossuta Stefan                 | |
| 1075?–1092       |        | Bogumił                        | |
| ok. 1092?        |        | Heinrich von Wülzburg          | okres posługi oraz samo istnienie tego arcybiskupa jest dyskusyjne                                                                 |
| ok. 1099–po 1112 |        | Marcin                         | |
| przed 1136–1148  |        | Jakub ze Żnina                 | |
| 1149–po 1167     |        | Jan Gryfita                    | |
| 1177–po 1180     |        | Zdzisław                       | |
| lata 80. XII w.  |        | Bogumił z Dobrowa              | błogosławiony Kościoła katolickiego                                                                                                |
| 1191–1198        |        | Piotr Łabędź                   | |
| 1199–1219        |        | Henryk Kietlicz                | |
| 1220–1232        |        | Wincenty z Niałka              | |
| 1232–1258        |        | Pełka (Fulko)                  | |
| 1258–1271        |        | Janusz                         | zatwierdzony w 1259 |
| 1278             |        | Marcin z Opawy                 | |
| 1283–1314        |        | Jakub Świnka                   | |
| 1314–1317        |        | Borzysław                      | konsekrowany w 1317 |
| 1317–1341        |        | Janisław                       | |
| 1342–1374        |        | Jarosław z Bogorii i Skotnik   | |
| 1374–1382        |        | Janusz Suchywilk               | |
| 1382–1388        |        | Bodzęta                        | |
| 1389–1394        |        | Jan Kropidło                   | |
| 1394–1401        |        | Dobrogost z Nowego Dworu       | |
| 1402?–1411       |        | Mikołaj Kurowski               | |
| 1412–1422        |        | Mikołaj Trąba                  | prymas Polski od 1417 |
| 1423–1436        |        | Wojciech Jastrzębiec           | prymas Polski |
| 1436–1448        |        | Wincenty Kot                   | prymas Polski, w latach 1441–1447 kardynał w obediencji antypapieża Feliksa V                                                      |
| 1449–1453        |        | Władysław Oporowski            | prymas Polski |
| 1453–1464        |        | Jan Sprowski                   | prymas Polski |
| 1464–1473        |        | Jan Gruszczyński               | prymas Polski |
| 1474–1480        |        | Jakub z Sienna                 | prymas Polski |
| 1481–1493        |        | Zbigniew Oleśnicki             | prymas Polski |
| 1493–1503        |        | Fryderyk Jagiellończyk         | prymas Polski, kardynał |
| 1503–1510        |        | Andrzej Boryszewski            | prymas Polski |
| 1510–1531        |        | Jan Łaski                      | prymas Polski |
| 1531–1535        |        | Maciej Drzewicki               | prymas Polski |
| 1535–1537        |        | Andrzej Krzycki                | prymas Polski |
| 1537–1540        |        | Jan Latalski                   | prymas Polski |
| 1541–1545        |        | Piotr Gamrat                   | prymas Polski |
| 1545–1559        |        | Mikołaj Dzierzgowski           | prymas Polski |
| 1559–1562        |        | Jan Przerębski                 | prymas Polski |
| 1562–1581        |        | Jakub Uchański                 | prymas Polski |
| 1581–1603        |        | Stanisław Karnkowski           | prymas Polski |
| 1603–1605        |        | Jan Tarnowski                  | prymas Polski |
| 1606–1608        |        | Bernard Maciejowski            | prymas Polski, kardynał |
| 1608–1615        |        | Wojciech Baranowski            | prymas Polski |
| 1616–1624        |        | Wawrzyniec Gembicki            | prymas Polski |
| 1624–1626        |        | Henryk Firlej                  | prymas Polski |
| 1627–1638        |        | Jan Wężyk                      | prymas Polski |
| 1638–1641        |        | Jan Lipski                     | prymas Polski |
| 1641–1652        |        | Maciej Łubieński               | prymas Polski |
| 1653–1658        |        | Andrzej Leszczyński            | prymas Polski |
| 1659–1666        |        | Wacław Leszczyński             | prymas Polski |
| 1666–1673        |        | Mikołaj Jan Prażmowski         | prymas Polski |
| 1673–1674        |        | Kazimierz Florian Czartoryski  | prymas Polski |
| 1674–1677        |        | Andrzej Olszowski              | prymas Polski |
| 1677–1685        |        | Jan Stefan Wydżga              | prymas Polski |
| 1687–1705        |        | Michał Stefan Radziejowski     | prymas Polski, kardynał |
| 1706–1721        |        | Stanisław Szembek              | prymas Polski |
| 1723–1738        |        | Teodor Potocki                 | prymas Polski |
| 1739–1748        |        | Krzysztof Antoni Szembek       | prymas Polski |
| 1749–1759        |        | Adam Ignacy Komorowski         | prymas Polski |
| 1759–1767        |        | Władysław Aleksander Łubieński | prymas Polski |
| 1767–1777        |        | Gabriel Podoski                | prymas Polski |
| 1777–1784        |        | Antoni Kazimierz Ostrowski     | prymas Polski |
| 1785–1794        |        | Michał Jerzy Poniatowski       | prymas Polski |
| 1795–1801        |        | Ignacy Krasicki                | prymas Polski |
| 1806–1818        |        | Ignacy Antoni Raczyński        | prymas Polski |
| 1821–1825        |        | Tymoteusz Gorzeński            | jednocześnie arcybiskup metropolita poznański, prymas Polski                                                                       |
| 1828–1829        |        | Teofil Wolicki                 | jednocześnie arcybiskup metropolita poznański, prymas Polski                                                                       |
| 1831–1842        |        | Marcin Dunin                   | jednocześnie arcybiskup metropolita poznański, prymas Polski                                                                       |
| 1845–1865        |        | Leon Przyłuski                 | jednocześnie arcybiskup metropolita poznański, prymas Polski                                                                       |
| 1866–1886        |        | Mieczysław Ledóchowski         | jednocześnie arcybiskup metropolita poznański, prymas Polski, kardynał, od 1892 prefekt Kongregacji Rozkrzewiania Wiary            |
| 1886–1890        |        | Julius Dinder                  | jednocześnie arcybiskup metropolita poznański, prymas Polski                                                                       |
| 1891–1906        |        | Florian Stablewski             | jednocześnie arcybiskup metropolita poznański, prymas Polski                                                                       |
| 1914–1915        |        | Edward Likowski                | jednocześnie arcybiskup metropolita poznański, prymas Polski                                                                       |
| 1915–1926        |        | Edmund Dalbor                  | jednocześnie arcybiskup metropolita poznański, prymas Polski, kardynał                                                             |
| 1926–1948        |        | August Hlond                   | jednocześnie arcybiskup metropolita poznański (1926–1946) i arcybiskup metropolita warszawski (1946–1948), prymas Polski, kardynał |
| 1948–1981        |        | Stefan Wyszyński               | jednocześnie arcybiskup metropolita warszawski, prymas Polski, kardynał błogosławiony Kościoła katolickiego                        |
| 1981–1992        |        | Józef Glemp                    | jednocześnie arcybiskup metropolita warszawski (do 2006), prymas Polski (do 2009), kardynał                                        |
| 1992–2010        |        | Henryk Muszyński               | prymas Polski (2009–2010) |
| 2010–2014        |        | Józef Kowalczyk                | prymas Polski |
| od 2014          |        | Wojciech Polak                 | prymas Polski |

Uwaga! Do Henryka Kietlicza daty, a w paru przypadkach (np. Bogumił z Dobrowa) kolejność poszczególnych arcybiskupów są niepewne.

### Biskupi pomocniczy
| Lata urzędowania     | Biskup | Biskup                       | Uwagi |
| -------------------- | ------ | ---------------------------- | --- |
| 1299–1308            |        | Paweł                        | |
| 1310–1323            |        | Dominik                      | |
| 1377–1382            |        | Andrzej Jastrzębiec          | |
| 1404–1411            |        | Jan                          | |
| 1411–1412, 1414–1415 |        | Piotr                        | |
| 1414                 |        | Erazm                        | |
| 1434–1440, 1447–1469 |        | Jan                          | w międzyczasie biskup pomocniczy kujawsko-pomorski                                                             |
| 1469–1476            |        | Antoni                       | |
| 1476–po 1480         |        | Andrzej z Opalenicy          | |
| 1493                 |        | Wojciech z Secemina          | |
| ok. 1497             |        | Jan z Radziejowa             | |
| 1498                 |        | Maciej                       | |
| 1501–1517            |        | Jan                          | |
| 1509–1526            |        | Mikołaj Mściwy               | |
| 1527–1541            |        | Jan Busiński                 | |
| 1541–1560            |        | Sebastian Żydowski           | |
| 1562–1581            |        | Stanisław Falęcki            | |
| 1583–1608            |        | Jan Gniazdowski              | |
| 1608–1625            |        | Andrzej Wilczyński           | |
| 1628–1638            |        | Andrzej Gembicki             | następnie biskup diecezjalny łucki                                                                             |
| 1640–1644            |        | Jan Madaliński               | |
| 1644–1658            |        | Adrian Grodecki              | |
| 1660–1665            |        | Kasper Trzemeski             | |
| 1667–1674            |        | Jan Chrzciciel Bużeński      | |
| 1676–1693            |        | Wojciech Stawowski           | |
| 1694–1700            |        | Konstanty Józef Zieliński    | następnie arcybiskup metropolita lwowski                                                                       |
| 1700–1718            |        | Stefan Mdzewski              | |
| 1719–1731            |        | Franciszek Kraszkowski       | |
| 1728–1743            |        | Dominik Sienieński           | |
| 1732–1738            |        | Józef Michał Trzciński       | |
| 1738–1769            |        | Krzysztof Dobiński           | |
| 1762–1791            |        | Ignacy Augustyn Kozierowski  | |
| 1768–1793            |        | Antonin Kornel Przedwojewski | |
| 1771–1784            |        | Jan Karski                   | |
| 1781–1802            |        | Kasper Józef Szajowski       | |
| 1785–1790            |        | Józef Korytowski             | |
| 1790–1808            |        | Stefan Łubieński             | |
| 1791–1804            |        | Michał Mateusz Kosmowski     | |
| 1809–1813            |        | Ignacy Nepomucen Bardziński  | |
| 1809–1814            |        | Grzegorz Zachariasiewicz     | |
| 1809–1821            |        | Wawrzyniec Raczyński         | |
| 1814–1821            |        | Józef Gembart                | |
| 1816–1818            |        | Daniel Ostrowski             | |
| 1816–1831            |        | Marcin Siemieński            | |
| 1833–1840            |        | Kajetan Kowalski             | |
| 1841–1866            |        | Anzelm Brodziszewski         | |
| 1867–1887            |        | Józef Cybichowski            | |
|                      |        | Jan Ignacy Korytkowski       | nominat (1888)                                                                                                 |
| 1890–1907            |        | Antoni Andrzejewicz          | |
| 1911–1924            |        | Wilhelm Kloske               | |
| 1925–1939            |        | Antoni Laubitz               | |
| 1946–1975            |        | Lucjan Bernacki              | |
| 1951–1957            |        | Antoni Baraniak              | następnie arcybiskup metropolita poznański                                                                     |
| 1959–1989            |        | Jan Czerniak                 | |
| 1964–1979            |        | Władysław Rubin              | w latach 1967–1979 sekretarz Synodu Biskupów, następnie prefekt Kongregacji ds. Kościołów Wschodnich, kardynał |
| 1969–2003            |        | Szczepan Wesoły              | arcybiskup ad personam od 1994                                                                                 |
| 1975–1989            |        | Jan Michalski                | |
| 1982–1991            |        | Jerzy Dąbrowski              | |
| 1982–1996            |        | Jan Wiktor Nowak             | następnie biskup diecezjalny siedlecki                                                                         |
| 1988–2012            |        | Bogdan Wojtuś                | |
| 1992–2002            |        | Stanisław Gądecki            | następnie arcybiskup metropolita poznański                                                                     |
| 2003–2014            |        | Wojciech Polak               | następnie arcybiskup metropolita gnieźnieński, prymas Polski                                                   |
| 2012–2021            |        | Krzysztof Wętkowski          | następnie biskup diecezjalny włocławski                                                                        |
| od 2022              |        | Radosław Orchowicz           | |